# Mike Zimmer
Michael Zimmer (* 5. Juni 1956 in Peoria, Illinois) ist ein US-amerikanischer American-Football-Trainer. Er war von 2014 bis 2021 der Head Coach der Minnesota Vikings in der National Football League (NFL). Davor war er viele Jahre als Defensive Coordinator tätig und ist in dieser Funktion seit 2024 bei den Dallas Cowboys aktiv.

## Karriere

### Spieler
Während der High School spielte er Fußball und Baseball. Auf dem College begann er dann zunächst als Quarterback für die Illinois State University, bevor er nach einer Verletzung zum Linebacker umfunktioniert wurde. Nach einer weiteren Verletzung beendete Zimmer seine Spielerkarriere und nahm auch nie am NFL Draft teil.

### Trainer
1979 übernahm er als Defensive Assistant erstmals ein Traineramt. 1981 wechselte er zum Weber State College, wo er verschiedenste Trainertätigkeiten übernahm, erstmals auch die Rolle des Defensive Coordinators. 1989 wechselte er zur Washington State University und übernahm dort die Defensivarbeit.
Zur Saison 1994 wechselte er auf Wunsch von Barry Switzer in die NFL zu den Dallas Cowboys. Anfangs noch als Assistenztrainer übernahm er bereits in seiner zweiten Saison das Training der Defensive Backs. Zur Saison 2000 wurde er dann zum Defensive Coordinator ernannt. Mit seiner Umstellung auf eine 4-3 Defense stabilisierte er die Defense, die Cowboys ließen 2003 die wenigsten Yards zu. Er blieb, trotz häufiger Wechsel auf der Head-Coach-Position, bis 2006 Defensive Coordinator.
Auf Angebot von Bobby Petrino wechselte er 2007 zu den Atlanta Falcons. Nach nur drei Siegen aus 13 Spielen verließ Petrino allerdings wieder das Team. Zimmer verlängerte daraufhin den Vertrag nach Saisonende nicht mehr.
Vor der Saison 2008 verpflichteten ihn die Cincinnati Bengals als Defensive Coordinator. Das Team schloss die darauffolgende Saison mit der viertstärksten Defensivleistung ab. Auch 2011 und 2012 überzeugten die Bengals mit einer starken Defense, der sechst- bzw. siebtbesten der Liga. Daraufhin wurde er bereits 2013 als möglicher Head Coach der Cleveland Browns genannt, die entschieden sich aber zugunsten Rob Chudzinski.
Zwei Wochen nach der Entlassung von Leslie Frazier ernannten die Minnesota Vikings Mike Zimmer am 15. Januar 2014 zum neuen Head Coach. Nach einer schwierigen ersten Saison 2014 landete Zimmer mit den Vikings auf dem dritten Platz der Division mit sieben Siegen bei neun Niederlagen.
2015 erreichte er mit seinem Team die Play-offs und beendete die NFC North mit elf Siegen als Sieger, zum ersten Mal seit 2009. Im Wildcard Play-off traten sie gegen die Seattle Seahawks an. Im drittkältesten Spiel in der Geschichte der NFL, die Temperatur fiel auf −21 °Celsius, verloren sie knapp mit 9:10. Nachdem die Vikings 2016 mit einer ausgeglichenen Bilanz die Play-offs verpassten, konnten sie sich in der darauffolgenden Spielzeit wieder qualifizieren. Dabei erzielten sie mit 13 Siegen bei nur drei Niederlagen sogar das zweitbeste Saisonergebnis seit Aufstockung der Liga. Im NFL Championship Game scheiterte sein Team jedoch mit 7:38 an den Philadelphia Eagles.
2018 und 2019 beendeten die Vikings die NFC North auf dem 2. Platz. In der Saison 2018 verpassten die Vikings die Playoffs jedoch knapp, während in der Saison 2019 die Playoffs erreicht wurden. In der Wild-Card-Runde wurden die New Orleans Saints besiegt, in der Divisional Round scheiterten die Vikings jedoch an den San Francisco 49ers. Nachdem die Vikings 2020 und 2021 die Play-offs verpasst hatten, entließen sie Zimmer am 10. Januar 2022.
Im Februar 2024 nahmen die Dallas Cowboys Zimmer erneut als Defensive Coordinator unter Vertrag.